# Ballinluig
Ballinluig (schottisch-gälisch: Baile an Luig) ist ein Dorf im schottischen Hochland. Es liegt in der Council Area Perth and Kinross in der Nähe der Mündung des River Tummel in den River Tay.
Ballinluig hatte bis in die 1960er Jahre regionale Bedeutung, da am Bahnhof von Ballinluig von der Highland Main Line der Highland Railway eine Zweigstrecke nach Aberfeldy abzweigte. Die Nebenstrecke und der Bahnhof wurden aber 1965 geschlossen.
In der Nähe des Dorfes produzierte ab 1812 die Auchnagie-Brennerei Whisky. Sie wurde jedoch im Jahre 1912 geschlossen. Auch die 1810 gegründete und 1927 geschlossene Ballechin-Brennerei lag in der Umgebung des Dorfes.
Der Steinkreis von Tynreich (engl. Tynreich Stone Circle; gäl. Tigh-na-ruaich) liegt unmittelbar östlich der A9, am Ende der St. Cedd’s Road.